# Algrange
Algrange je občina v departmaju Moselle francoske regije Lorena.
Leta 2008 je v občini živelo 6 360 oseb oz. 914 oseb/km².